# 八木瑛美莉
八木 瑛美莉（やぎ えみり、1999年4月27日 - ）は、日本の元女優。
埼玉県出身。ヒラタオフィスに所属していた。

## 出演

### テレビドラマ
- だいすき!!（2008年、TBS）
- 東京少女瓜生美咲 東京タワー（2008年、BS-i）
- 仮面ライダーW（2009年、テレビ朝日）津村真里菜（幼少期） 役
- JIN-仁-（2009年、TBS）禿 役
- アザミ嬢のララバイ（2010年、MBS）市川繭子（幼少期） 役
- ヤンキー君とメガネちゃん（2010年、TBS）品川海里（幼少期） 役
- 桂ちづる診察日録（2010年、NHK総合）お小夜 役
- デカワンコ 第5話（2011年2月12日、日本テレビ）
- カクセイ 〜恐怖に目覚める6つのストーリー〜第二話「暗示」（2011年3月31日、フジテレビ）主演・深山葉子 役
- 僕とスターの99日 第2話（2011年10月30日、フジテレビ）畠山康子 役
- 東野圭吾ミステリーズ シャレードがいっぱい（2012年、フジテレビ）
- 緑川警部 VS 33分の勇気（2012年、TBS）
- ラスト・ディナー 第5話「未来の思い出」（2013年4月6日、NHK BSプレミアム）少女 役

### 映画
- 仮面ライダー×仮面ライダー オーズ&ダブル feat.スカル MOVIE大戦CORE（2010年）真里奈・子供時代 役

### ミュージックビデオ
- lecca「マタイツカ」（2011年）『箱舟〜ballads in me〜』CTCR-14722 に収録